# Yannick Franke
Yannick Ayrton Franke (ur. 21 maja 1996 w Haarlemie) – holenderski koszykarz, występujący na pozycji rzucającego obrońcy, reprezentant kraju, obecnie zawodnik MoraBanc Andorra.
17 grudnia 2020 zawarł umowę z Pszczółką Startem Lublin. 2 sierpnia 2021 dołączył do Trefla Sopot. 31 marca 2022 został zawodnikiem MoraBanc Andorra.

## Osiągnięcia
Stan na 31 marca 2022, na podstawie, o ile nie zaznaczono inaczej.

### Drużynowe
- Wicemistrz Włoch (2018)
- Uczestnik międzynarodowych rozgrywek:
  - EuroChallenge (2013/2014)
  - FIBA Europe Cup (2015/2016)

### Indywidualne
- Największy postęp ligi holenderskiej DBL (2015)
- Zaliczony do:
  - I składu:
    - debiutantów ligi holenderskiej (2014)
    - zawodników zagranicznych ligi litewskiej LKL (2019)

  - składu honorable mention niemieckiej ligi BBL (2020)
- Uczestnik meczu gwiazd ligi holenderskiej (2015)
- Lider strzelców ligi holenderskiej (2015)
- MVP U–23 ligi holenderskiej DBL (2015)

### Reprezentacja
Seniorska
- Uczestnik:
  - mistrzostw Europy (2015 – 21. miejsce)
  - kwalifikacji do mistrzostw:
    - świata (2017 – 22. miejsce)
    - Europy (2016, 2020)

Młodzieżowe
- Uczestnik:
  - mistrzostw Europy dywizji B:
    - U–20 (2015 – 6. miejsce)
    - U–16 (2011, 2012)

  - kwalifikacji do mistrzostw Europy U–18 (2013)